# Murraykanalen
Murraykanalen är ett sund i Chile belägen i kommunen Cabo de Hornos i provinsen Antártica Chilena i regionen Región de Magallanes y de la Antártica Chilena. Det skiljer öarna Hoste och Navarino från varandra och avgränsas mot Beaglekanalen i norr. Salthalten i Murraykanalen är cirka 31,8 promille.

## Förhistoria
Yaghanfolket befolkade landområdena längs Murraykanalen för cirka 10 000 år sedan. Det finns anmärkningsvärda arkeologiska lokaler som visar sådana tidiga Yaghanbosättningar, till exempel Bahia Wulaia på Isla Navarino, där Bahia Wulaia Dome kökkenmöddingar finns.